# Spartiate (Schiff, 1797)
Die Spartiate war ein 74-Kanonen-Linienschiff (Zweidecker) der Téméraire-Klasse (Duquesne-Gruppe) der französischen Marine (1797–1798) und später britischen Marine (1798–1857).

## Geschichte
Die Spartiate wurde im Marinearsenal von Toulon für die französische Marine aus adriatischer Eiche gebaut. Dem Eichenholz aus Südeuropa wurde von Seiten der Royal Navy besondere Widerstandsfähigkeit nachgesagt, weshalb Prisen aus diesem Holz ein höherer Wert als anderen, vergleichbaren Schiffen beigemessen wurde. Das Schiff wurde 1798, während der Seeschlacht bei Abukir gekapert. In englischem Dienst kämpfte sie 1805 bei der Schlacht von Trafalgar unter dem Kommando von Francis Laforey. Sie war das Schlussschiff der luvseitigen, von Admiral Nelson selbst kommandierten Schlachtreihe. Gemeinsam mit der vor ihr in der Reihe stehenden Minotaur erzwang sie die Aufgabe des spanischen 80-Kanonen-Schiffs Neptuno. Dabei wurden laut Eintrag in den Logbüchern zwei Seeleute und ein Schiffsjunge getötet, der Bootsmann, zwei Midshipmen, ein Marinesoldat und sechzehn Seeleute wurden verletzt. Die Neptuno wurde jedoch anderntags von der gefangenen Besatzung zurückerobert und erlitt kurz darauf Schiffbruch.
Die Spartiate kehrte in ihren Heimathafen Plymouth zurück, wo sie vom Dezember 1805 bis zum Februar 1806 repariert wurde. Danach gesellte sie sich zur Kanalflotte, wo sie die nächsten beiden Jahre an der Blockade von Rochefort beteiligt war. Das Kapitänslogbuch weist aus, dass die Spartiade jeweils zum Aufnehmen von Nachschub vom 25. Juli bis zum 3. August 1806, vom 14. Januar bis zum 26. Februar 1807 und vom 29. Juni bis zum 16. September 1807 in den Heimathafen zurückkehrte. Im Januar 1808 war sie im Verband von Admiral Strachan, der die Verfolgung des Konteradmirals Zacharie Allemand aus Rochefort aufnahm. Am 21. Februar 1808 wurde sie zur Mittelmeerflotte in Palermo abgeordnet und blieb in diesem Kommando bis Ende 1809. Im Juni 1809 nahm sie an den Angriffen auf die Inseln Ischia und Procida im Golf von Neapel teil.
In den folgenden Jahren war die Spartiate auf verschiedenen Stationen in Portugal, dem Kanal und dem Südatlantik im Einsatz. Im Jahre 1832 war sie an der Blockade holländischer Häfen beteiligt, ehe sie im darauffolgenden Jahr nach Südamerika zurückkehrte. 1835 wurde sie ausgemustert und sieben Jahre danach zur Hulk zurückgerüstet, um die Hulk Sans Pareil zu ersetzen. 1857 wurde die Spartiate abgewrackt.

### Die Flagge
An Bord der Schlacht um Trafalgar war First-Lieutenant James Clephan, dem nach der Schlacht die Besatzung als Zeichen des Sieges den Union Jack des Schiffes überreichte. Lieutenant Clephan war ein ehemaliger Matrose, der sich zum Offiziersrang emporgedient hatte. Seine Familie bewahrte die Flagge mitsamt der originalen Gefechtsschäden auf. Sie gilt als der einzige bestehende Union Jack aus der Schlacht von Trafalgar. Nachdem ein Nachfahre Clephans sie zum Verkauf anbot, wurde die Flagge am 21. Oktober 2009 bei Charles Miller Ltd für £384.000 versteigert.